# U-27 (1936)
U-27 – niemiecki okręt podwodny typu VIIA z czasów II wojny światowej. Stępka pod U-Boot'a została położona 11 listopada 1935 roku w stoczni AG Weser w Bremie. Do służby w Kriegsmarine został przekazany 12 sierpnia 1937 roku, a pierwszym dowódcą był Korvettenkapitän Hans Ibbeken. Ibbeken został zastąpiony 4 października przez Johannesa Franza, który dowodził okrętem do 6 czerwca 1939 roku, następnie dowództwo objął na jeden miesiąc Hans-Georg von Friedeburg. Od 8 lipca do zatonięcia 20 września 1939 roku okrętem dowodził ponownie Johannes Franz.
U-27 odbył tylko jeden patrol bojowy, podczas którego zatopił dwa trawlery rybackie: „Davara” (13 września) i „Rudyard Kipling” (16 września 1939 roku). 20 września w odległości 120 km na zachód od Lewis w Szkocji U-27 został zatopiony przez brytyjskie niszczyciele: „Fortune” i „Forester”. Wszyscy marynarze U-27 zostali uratowani i wzięci do niewoli.

## Zamówienie i budowa
U-27 został zamówiony 1 kwietnia 1935 roku w stoczni AG Weser w Bremie, należącej do koncernu Deschimag, jako element realizacji planu Z. Budowa otrzymała numer stoczniowy 908. Stępkę położono 11 listopada 1935 roku, a po niespełna ośmiu miesiącach, 24 czerwca 1936 roku, okręt zwodowano. Wszedł on do służby 12 sierpnia tegoż roku jako drugi w kolejności okręt typu VIIA (po U-33 z Germaniawerft w Kilonii). Pierwszym dowódcą został Korvettenkapitän Hans Ibbeken.

## Charakterystyka taktyczno-techniczna
U-27 należał do serii okrętów podwodnych projektowanych przez niemieckie biuro konstrukcyjne IvS w Holandii, do działań na Oceanie Atlantyckim. Jego wyporność na powierzchni wynosiła 626 ton metrycznych, w zanurzeniu 745 ton (maksymalna bojowa 915 ton). Miał długość całkowitą 64,51 m, szerokość maksymalną 5,85 m, długość i szerokość kadłuba sztywnego odpowiednio 45,5 oraz 4,7 m. Wyliczeniowa maksymalna głębokość zanurzenia wynosiła 200 m.

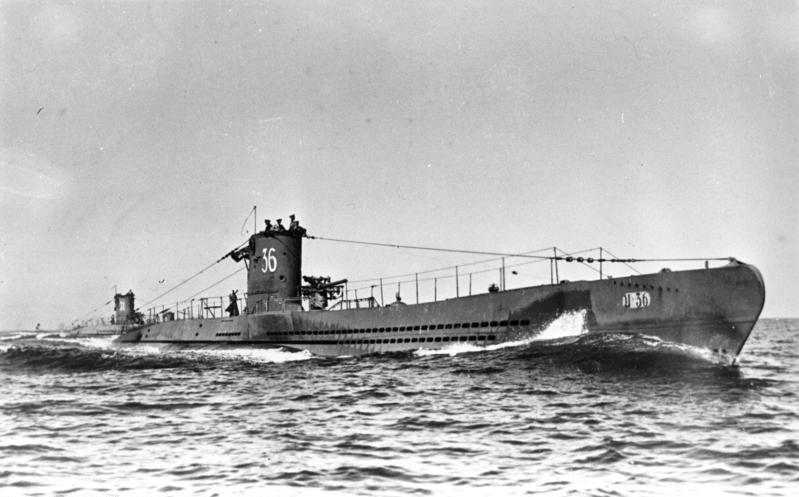
U-Boot typu VIIA

Napęd stanowiły dwa czterosuwowe, sześciocylindrowe silniki wysokoprężne M 6 V 40/46 przedsiębiorstwa MAN, o mocy maksymalnej po 1160 KM przy 470–485 obrotach na minutę, bez doładowania, oraz dwa silniki elektryczne GG UB 720/8 produkcji Brown Boveri, o mocy maksymalnej po 375 KM przy 322 obrotach na minutę do poruszania się w zanurzeniu. Prędkość maksymalna na powierzchni wynosiła 17 węzłów (niektóre źródła podają 16), w zanurzeniu 8 węzłów, zasięg maksymalny odpowiednio 6200 mil morskich przy 10 węzłach i 67 tonach zapasu paliwa oraz 94 (90) mile morskie przy 4 węzłach.
Uzbrojenie okrętu składało się z pięciu wyrzutni torpedowych kal. 533 mm, czterech dziobowych i jednej rufowej. Całkowity zapas zabieranych torped wynosił 11 sztuk, zamiast nich można było załadować 22 miny morskie typu TMA lub 33 typu TMB. Uzbrojenie artyleryjskie stanowiły: działo kal. 88 mm oraz działko plot. kal. 20 mm. Projektowana załoga okrętu to 4 oficerów oraz 40 podoficerów i marynarzy.

## Służba operacyjna
W czynnej służbie w Kriegsmarine U-27 należał do Flotylli „Saltzwedel”. Do września 1939 roku jego dowódcami byli kolejno: Hans Ibbeken, Johannes Franz, Hans-Georg von Friedeburg i ponownie Johannes Franz. Przed wybuchem II wojny światowej okręt wykonywał między innymi patrole u wybrzeży Hiszpanii podczas wojny domowej, w trakcie dwóch z nich, latem i jesienią 1938 roku, oficerem wachtowym U-27 był Wolfgang Lüth.
Na swój jedyny wojenny patrol wyruszył z Wilhelmshaven 23 sierpnia 1939 roku pod dowództwem Johannesa Franza, wówczas w randze Kapitänleutnanta. W ciągu 24 dni przepłynął wzdłuż wybrzeża Niemiec, Belgii i Holandii, dalej przez kanał La Manche na Ocean Atlantycki w kierunku zachodnich wybrzeży Irlandii. Tam osiągnął swoje jedyne sukcesy, zatapiając dwa niewielkie trawlery. Pierwszy z nich, „Davara” o pojemności 291 ton, został wczesnym popołudniem 13 września ostrzelany z działa pokładowego i zatopiony 21 mil morskich na północny zachód od Tory Island. Szyper i 11 członków załogi zostało uratowanych po pięciu godzinach przez parowiec „Willowpool”. 16 września przed 16.00 zatopiony został drugi parowy trawler: „Rudyard Kipling” o pojemności 333 ton. Tym razem po zatrzymaniu statku około 100 mil na zachód od Donegal w Irlandii, jego załoga została wzięta na pokład U-Boota, zaś jednostka zatopiona podłożonymi ładunkami wybuchowymi. Osiem godzin później, po zaopatrzeniu jeńców w żywność i ciepłe ubrania, zostali oni umieszczeni w łodzi ratunkowej i zwolnieni pięć mil od wybrzeża. 17 września Johannes Franz podjął próbę ataku na brytyjski frachtowiec, jednak wystrzelone torpedy eksplodowały przedwcześnie. Franz zameldował o tym do kwatery głównej drogą radiową, a jego meldunek był jednym z pierwszych sygnałów, że zapalniki magnetyczne niemieckich torped działają wadliwie.
Przed północą z 19 na 20 września płynący na powierzchni U-27 został zauważony przez obserwatorów z brytyjskiego niszczyciela „Fortune”, jednego z siedmiu prowadzących patrol przeciwko okrętom podwodnym na zachód od Hebrydów. Stało się to w trakcie nieudanego ataku U-Boota na zespół brytyjski (błędnie rozpoznany jako składający się z lekkich krążowników), podczas którego wystrzelone torpedy z zapalnikami magnetycznymi znów przedwcześnie eksplodowały. „Fortune” zmienił kurs i przeprowadził atak bombami głębinowymi, zmuszając dowódcę U-27 do alarmowego zanurzenia i wykonania uniku. Pozostałe niszczyciele przyłączyły się do poszukiwań, a kolejne ataki bombami głębinowymi przeprowadziły „Forester” i ponownie „Fortune”. Bliskie wybuchy spowodowały szereg przecieków na U-27, co zmusiło jego dowódcę do wynurzenia. Próbujący ujść U-Boot został zauważony przez Brytyjczyków (nocne niebo rozświetlała zorza polarna), a „Fortune” podjął próbę taranowania i ostrzelał przeciwnika. Część niemieckiej załogi z dowódcą opuściła okręt i została później wyłowiona z morza przez niszczyciel „Faulknor”, reszta pozostała na U-Boocie, podejmując próbę samozatopienia jednostki. Na jej pokład wkroczył oddział abordażowy z „Fortune”, ale wobec szybkiego zalewania pomieszczeń, wypełnionych oparami chloru z akumulatorów, musiał ją opuścić wraz z niemieckimi marynarzami wziętymi do niewoli. U-27 zatonął o 3.50, rufą naprzód, na pozycji 58°30′N 9°06′W/58,500000 -9,100000. Nikt z jego załogi nie zginął. Był drugim, po U-39, U-Bootem zatopionym podczas II wojny światowej.

## Lista dowódców
- 12 sierpnia 1936 r. – 4 listopada 1937 r.: Korvettenkapitän Hans Ibbeken
- 5 października 1937 r. – 5 czerwca 1939 r.: Kapitänleutnant Johannes Franz
- 6 czerwca 1939 r. – 8 lipca 1939 r.: Kapitän zur See Hans-Georg von Friedeburg
- 8 lipca 1939 r. – 20 września 1939 r.: Kapitänleutnant Johannes Franz[3]